# Historia Naturalis Brasiliae

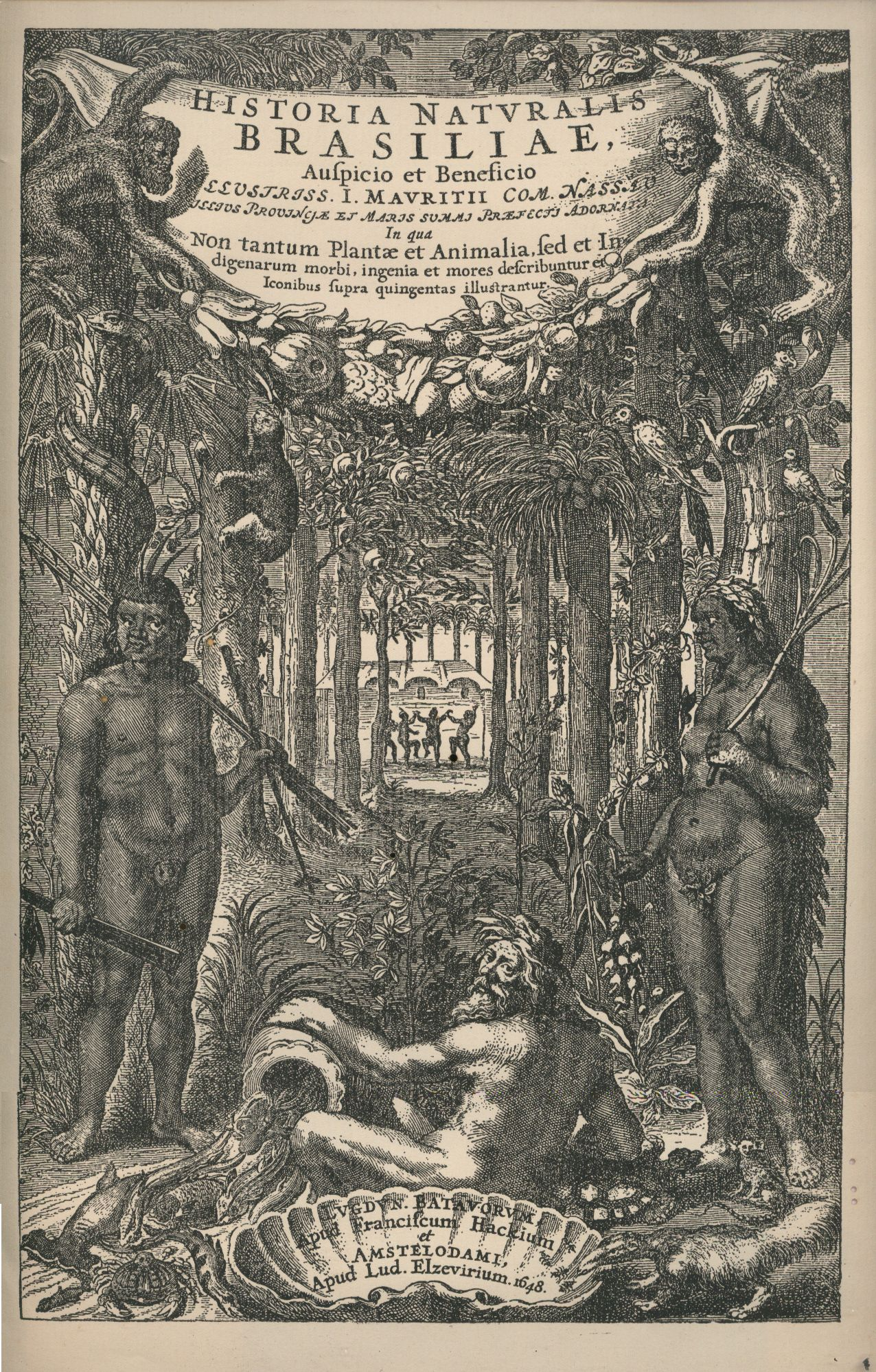
Обкладинка книги Historia Naturalis Brasiliae

Historia Naturalis Brasiliae, написана в першому варіанті латиною — перша книга про медицину та природу Бразилії, опублікована в 1648 році голландцем Гільєрмо Пісо, що заснувався на роботах німецьких дослідників Ґеорга Макграфа, Г. Ґратільзіо і Жана де Лаета, та присвячена графу Йогану Мауріцу ван Нассау-Зігену.
Хоча автори і посилаються на Бразилію загалом, насправді вони описують виключно прибережну смугу Північно-східного регіону країни, окуповану Голландською Вест-Індійською компанією.
Книга була видана під редакцією: Lugdun. Batavorum : Apud Franciscum Hackium; et Amstelodami : Apud Lud. Elzevirium — ймовірно мешканцями описаних місць.
Робота складається з одного тому, в оригінальному виданні 40 см заввишки, із повною назвою на обкладинці: «Historia naturalis Brasiliae… : in qua non tantum plantae et animalia, sed et indigenarum morbi, ingenia et mores describuntur et iconibus supra quingentas illustrantur».

## Зміст
Робота складається з двох частин. Перша, під назвою De Medicina Brasiliensi, належить авторству Гільєрмо Пісо. Ця частина розділена на чотири книги, що зосереджуються на таких темах:
1. Про клімат, водні ресурси та місця.
2. Про ендемічні хвороби.
3. Про отрути та протиотрути.
4. Про володіння місцевих індіанців.

Друга частина роботи, під назвою História rerum naturalium Brasiliae, складається з чотирьох книг під авторством Ґеорга Макграфа. Книги описують такі теми:
- 1º, 2º e 3º — ботаніка
- 4º — риби
- 5º — птахи
- 6º — чотириногі тварини та змії
- 7º — комахи
- 8º — Північно-східний регіон Бразилії та його населення

Авторство останньої книги належить Жану де Лаету, вона описує етнографічні та лінгвістичні аспекти. Словник мови тупі, складений Жозе ді Аншіета, доповнює цю книгу.

### Присвячення
Хоча книга була присвячена Нассау, серед тих, кому ще присвячена книга, також згадується принц Вільгельм (або Ґільйом) Оранжський, який авторизував публікацію. У книзі Пісо звертається до нього:
Ми вдячні вам; під вашим добрим керівництвом ми будуємо цю провінцію, те, що ми приплили сюди, було великим ділом; зараз ми плаваємо морями, де нам загрожували залізом та смертю, через це ми маємо не тільки багатство золота й коштовних товарів, але й значну силу наших військ.
Слова Пісо до читача повертаються до робіт його колеги Маркграфа, згадуючи, що той активно співробітничав у дослідженнях на відкритому повітрі, на природі, потім до Ґратільзіо, математика, що виконував дослідження з географії, астрономії та натуральної історії — обидва вже померли на момент публікації. Натуральна історія, як у ті часи називалися природничі науки, що ставила своєю метою опис природи та її взаємодію з людиною, як і опис диких тварин, була описана у співпраці з Жаном де Лаетом, що також помер до моменту публікації.
Пісо підкреслює:
І тому присвячуємо померлим належну пошану і хочу зберегти їхню посмертну роботу незмінною, я лише додаю до неї мої коментарі.

### Книга I— Розповідає про клімат, водні ресурси та місця Бразилії

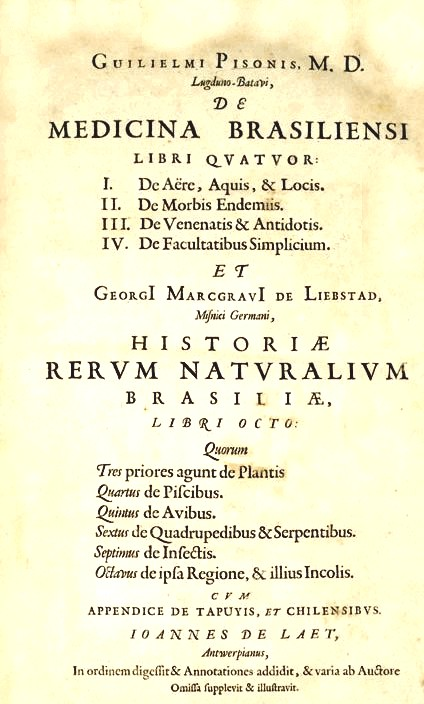
Обкладинка роботи

Бразилія, без сумніву, — найщедріша частина всієї Америки, відома перш за все через свою приємну та здорову природу, що може чесно суперничати з Європою та Азією, завдяки своєму клімату та водам.

## Виноски
1. ↑  «Lugdun.» — скорочення від Lugdunum — латинська назва французькаого міста Ліона
2. ↑  «Amstelodami» — латинська назва Амстердама
3. ↑  Дов. Зовнішні посилання
4. 1 2 3  Leonardo Dantas Silva, João Maurício de Nassau e os Livros [Архівовано 31 січня 2008 у Wayback Machine.]